# Nisida
Nisida egy kis sziget a Pozzuoli-öbölben, a Posillipo-foktól északnyugatra. Közigazgatásilag Nápoly X. kerületéhez tartozik.

## Leírása
A görög telepesek Nézisz szigeteként ismerték (jelentése szigetecske), majd a rómaiak átkeresztelték Nisidának. Vulkáni eredetű sziget, egy régen elpusztult, a Pozzuoli-öbölbe süllyedt vulkáni kráter pereme.
A kis szigeten állt az ókorban Julius Caesar öccsének és nevelt fiának, Brutusnak a villája. Brutus itt tárgyalt a köztársaság pártiak vezérével, Cassiussal és itt született meg Caesar meggyilkolásának terve i.e. 44 februárjában. Miután Caesart Rómában meggyilkolták, Brutus ide vonult vissza Marcus Antonius bosszúja elől. Villájában fogadta a szintén menekülő Cicerót is, majd innen menekült Görögországba seregeket gyűjteni. Itt búcsúzott feleségétől, az egyik legtekintélyesebb és legrégibb köztársaságpárti család leányától, Porciától, aki férje vesztett csatája után (i. e. 42-ben Philippinél) villájában öngyilkos lett.
Az 1800-as években a Bourbon uralkodók börtönt emeltek a szigeten, mely ma fiatalkorú bűnözők fegyházaként működik.
A 20. század elején egy mesterséges turzással összekötötték a szárazfölddel, majd a Bagnoliban megtelepedett hatalmas acélmű tulajdonába került. 2002-ben az acélmű felszámolása után ismét a város vette át. A szigeten ma jachtkikötő működik, amelynek tervbe vették bővítését, remélve, hogy a világhírű Amerika Kupa vitorlásversenyt sikerül majd itt is megrendezni. Ugyancsak a szigeten található a NATO hadiflottája Déli Parancsnokságának (NAVSOUTH) székhelye.

## Képek

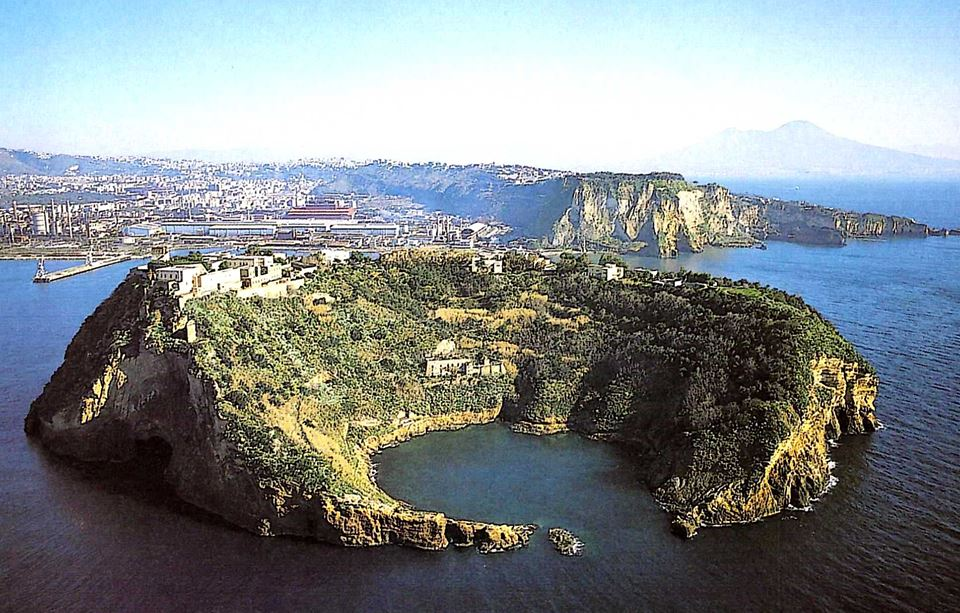
A kráter az 1970-es években
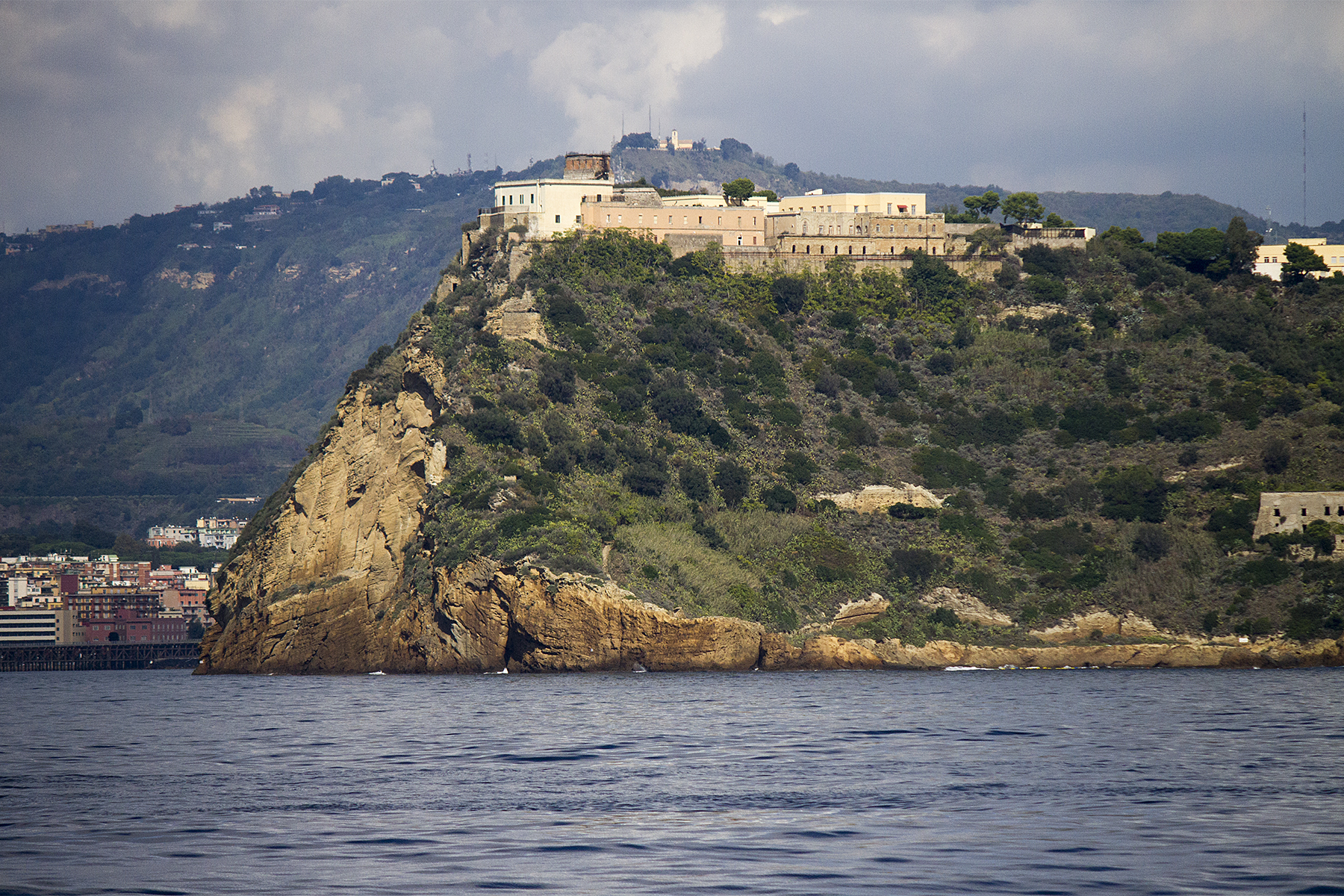
A nisidai kastély napjainkban...
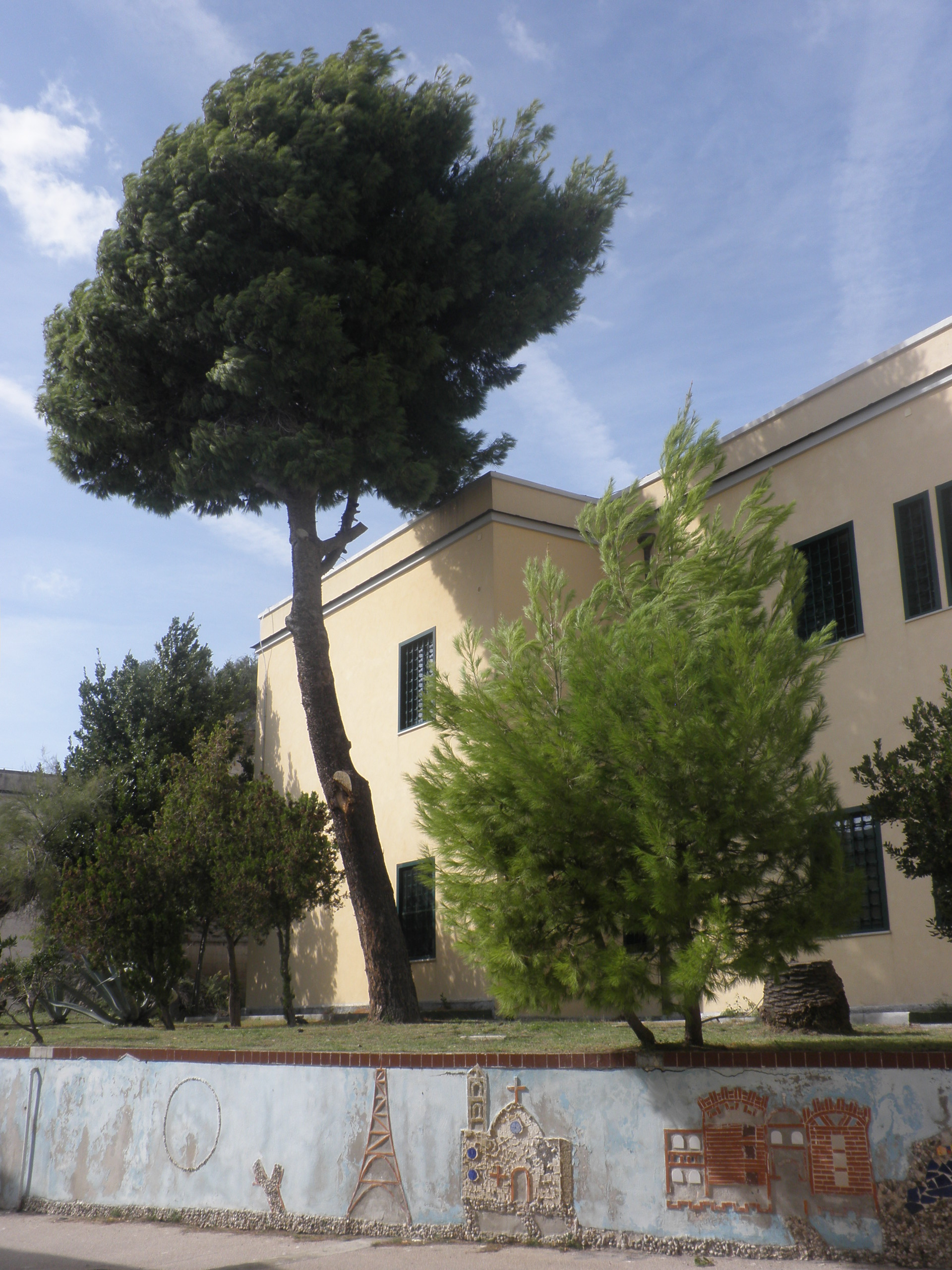
... fiatalkorú bűnözők börtöne